# Leptoperla truncata
Leptoperla truncata är en bäcksländeart som beskrevs av Günther Theischinger 1980. Leptoperla truncata ingår i släktet Leptoperla och familjen Gripopterygidae. Inga underarter finns listade i Catalogue of Life.